# Arturo Rodríguez
Arturo Rodríguez, född 26 maj 1907 i Buenos Aires, död 22 november 1982, var en argentinsk boxare.
Rodríguez blev olympisk mästare i tungvikt i boxning vid sommarspelen 1928 i Amsterdam.